# 二道河 (招苏台河支流)
二道河，位于中国东北地区，是招苏台河左岸支流，明代称小创忽儿河，又称糜子河，发源于吉林省四平市铁东区山门镇（旧属梨树县）大黑山西北麓，蜿蜒向西流，过山门镇治后进入辽宁省昌图县境内，向西南流经昌图毛家店镇、四合镇、东嘎镇、宝力镇等地，最后于金家镇黄酒馆村东北汇入招苏台河。河长118.9千米，流域面积1589平方千米。年均流量0.292亿立方米。二道河上游是低山区，树木茂密；下游为平原区，土地肥沃，地势低平，是重要的产粮区。上游的山门水库是四平市城区的重要水源地之一。